# Giacomo Gentili
Pour les articles homonymes, voir Gentili.
Giacomo Gentili, né le 3 juillet 1997 à Crémone, est un rameur d'aviron italien.
Il devient champion du monde en quatre de couple en 2018 à Plovdiv, en Bulgarie.

## Palmarès

### Championnats du monde
- 2018 à Plovdiv,  Bulgarie
  -  Médaille d'or en quatre de couple
- 2019 à Ottensheim,  Autriche
  -  Médaille de bronze en quatre de couple

### Championnats d'Europe
- 2017 à Račice,  Tchéquie
  -  Médaille de bronze en quatre de couple
- 2018 à Glasgow,  Royaume-Uni
  -  Médaille d'or en quatre de couple
- 2019 à Lucerne,  Suisse
  -  Médaille d'argent en quatre de couple
- 2020 à Poznań,  Pologne
  -  Médaille d'argent en quatre de couple
- 2021 à Varèse,  Italie
  -  Médaille d'or en quatre de couple
- 2022 à Munich,  Allemagne
  -  Médaille d'or en quatre de couple